# Syndrome d'hypoventilation du sommeil
Un Syndrome d’Hypoventilation du Sommeil (SHS) n'est pas à proprement parler une apnée du sommeil (arrêt de la respiration) selon la classification internationale des troubles du sommeil, mais une hypoventilation. Ce syndrome se caractérise si l'étude du sommeil révèle l'un des deux points suivants voire les deux, :
- un Paco2 > 10mm Hg par rapport à Paco2 diurne c'est-à-dire par rapport aux valeurs mesurées en décubitus dorsal à l’éveil,
- une hypoxémie prolongée (saturation du sang artériel en oxygène [SaO2] de moins de 90 %) pendant le sommeil, sans apnée ni hypopnée, c'est-à-dire une désaturation nocturne non expliquée par un SAOS.